# Марциальные Воды
Марциа́льные Воды (карел. Dvorčča; до 1965 года Дворцы́) — посёлок в Кондопожском районе Республики Карелия России. Входит в Петровское сельское поселение.
Свою историю посёлок ведёт со дня образования первого российского курорта «Марциальные воды», основанного Петром I в 1719 году на месте обнаруженных на болоте Равдосуо железистых минеральных источников.

## География
Расположен в 52 км к северо-западу от Петрозаводска на автодороге Петрозаводск-Гирвас. Вблизи посёлка находятся небольшие озёра — Габозеро (служит источником водоснабжения посёлка) и Мунозеро

## История
Урочище, где расположен посёлок, в старину называлось Видсельга.
Зимой 1714 года «молотовой работник» Кончезерского железоплавильного завода приписной крестьянин Иван Рябоев (Ребоев), «скорбевший сердечною болезнью», был послан на болото Равдосуо для присмотра за возчиками железной («болотной») руды. На месте он обнаружил незамерзающий родник, испил из него воды и почувствовал серьёзное облегчение. О чудесном выздоровлении Рябоев рассказал управляющему Кончезерского чугуноплавильного завода Циммерману, а тот далее коменданту Олонецких горных заводов Виллиму Геннину. Геннин, зная об указе царя Петра Алексеевича по поиску целебных вод («на манер Европ и Франций»), письменно доложил начальству — адмиралу Фёдору Апраксину.
К лету 1718 года недалеко от источника было выстроено деревянное здание (гостевой дворец) для приезжавшего на лечение Петра I и поселение получило своё первоначальное название — Дворцы. Всего Пётр I приезжал на лечение в Дворцы четырежды (1719, 1720, 1722, 1724). В 1721 году по проекту Петра I была построена церковь Святого апостола Петра.
Во второй половине XVIII века в посёлке действовал казённый завод по варке купороса.
На территории деревни Дворцы в 1929 году проживало 26 человек и имелось три крестьянских хозяйства, к 1934 году жителей было 20 человек.
С 1941 по 1944 годы, во время Великой Отечественной войны, территория была занята финскими войсками и частями германского вермахта.
22 марта 1946 года в деревне Дворцы Петровского района Совет Народных Комиссаров Карело-Финской ССР своим постановлением разрешил организовать Петровский исторический музей. В 1948 году была сделана попытка устроить завод по розливу марциальной воды.
В июле 1954 года Комитет профсоюза рабочих лесной и бумажной промышленности Карело-Финской ССР возбудил перед ВЦСПС ходатайство о строительстве курорта, а в 1955 году правительство Карелии вошло в Совет Министров СССР с предложением о начале строительства. В 1956 году начались изыскательские работы и работы по проектному заданию.
В 1957 году Петровский район был ликвидирован. Его территория перешла к Суоярвскому и Кондопожскому районам. Деревня оказалась в составе Кондопожского.
В 1958 году началась реализация проекта курорта, разработанного Ленинградским территориальным управлением курортов, санаториев и домов отдыха. В 1963 году первая очередь курорта Марциальные Воды была завершена.
В феврале 1964 года был открыт всесоюзный бальнеологический санаторий, получивший петровское название — «Марциальные воды».
В 1965 году бывшая деревня Дворцы была переименована в курортный посёлок Марциальные Воды с административным подчинением городу Петрозаводску. Санаторий был подчинён Ленинградскому территориальному совету по управлению курортами профсоюзов.
В 2003 году в посёлке был построен второй санаторий, получивший название «Дворцы»
С 2006 до 2018 гг. посёлок был единственным населённым пунктом Курортного сельского поселения, влитого в Петровское сельское поселение законом от 27 апреля 2018 года.

## Население
| 2002 | 2009 | 2010 | 2012 | 2013 | 2014 | 2015 |
| ---- | ---- | ---- | ---- | ---- | ---- | ---- |
| 410  | ↘367 | ↘322 | ↘318 | ↘311 | ↘297 | →297 |
| 2016 | 2017 | 2018 |      |      |      |      |
| ↘287 | ↗288 | ↘287 |      |      |      |      |

## Транспорт
Через посёлок проходит автодорога Р15, которая связывает Марциальные Воды с Петрозаводском на юге и с посёлком Гирвас на севере. Восточнее Марциальных Вод расположен город Кондопога.
Из посёлка ходят автобусы в Петрозаводск, Спасскую Губу и Кончезеро. Автобусы, принадлежащие санаторию «Марциальные воды», отправляются от главного входа в санаторий. Школьников развозит специальный школьный автобус.

## Экономика и туризм
- Санаторий «Марциальные воды»
- Санаторий «Дворцы» — был построен в 2003 году.

## Достопримечательности
- Музей «Марциальные воды» (филиал Национального музея Республики Карелия)
- Церковь Святого Апостола Петра — объект культурного наследия федерального значения.
- Храм во имя иконы Пресвятой Богородицы «Живоносный источник» (построен в 2005 году)

## Мероприятия
Ежегодно музеем «Марциальные воды» проводится праздник «Петров день на Марциальных водах». 12 июля в день чествования первоверховных апостолов Петра и Павла в музейной церкви проводится богослужение и светский праздник у целебных источников. Традиционно в народных гуляньях принимает участие старейший хоровой коллектив Карелии — Петровский хор и актёры любительского театра «Петерсбад».

## Улицы посёлка
- Зелёная улица
- Солнечная улица
- Центральная улица

|                        |                         |                           |                          |                                                              |
| Церковь Апостола Петра | Павильон над источником | Корпус санатория «Дворцы» | Домик смотрителя (музей) | Храм во имя иконы Пресвятой Богородицы «Живоносный источник» |